# Australoechus micans
Australoechus micans är en tvåvingeart som först beskrevs av Fabricius 1798.  Australoechus micans ingår i släktet Australoechus och familjen svävflugor. Inga underarter finns listade i Catalogue of Life.